# Enigmazomus benoiti
Enigmazomus benoiti är en spindeldjursart som först beskrevs av Lawrence 1969.  Enigmazomus benoiti ingår i släktet Enigmazomus och familjen Hubbardiidae. Inga underarter finns listade i Catalogue of Life.